# Sixtus-kápolna

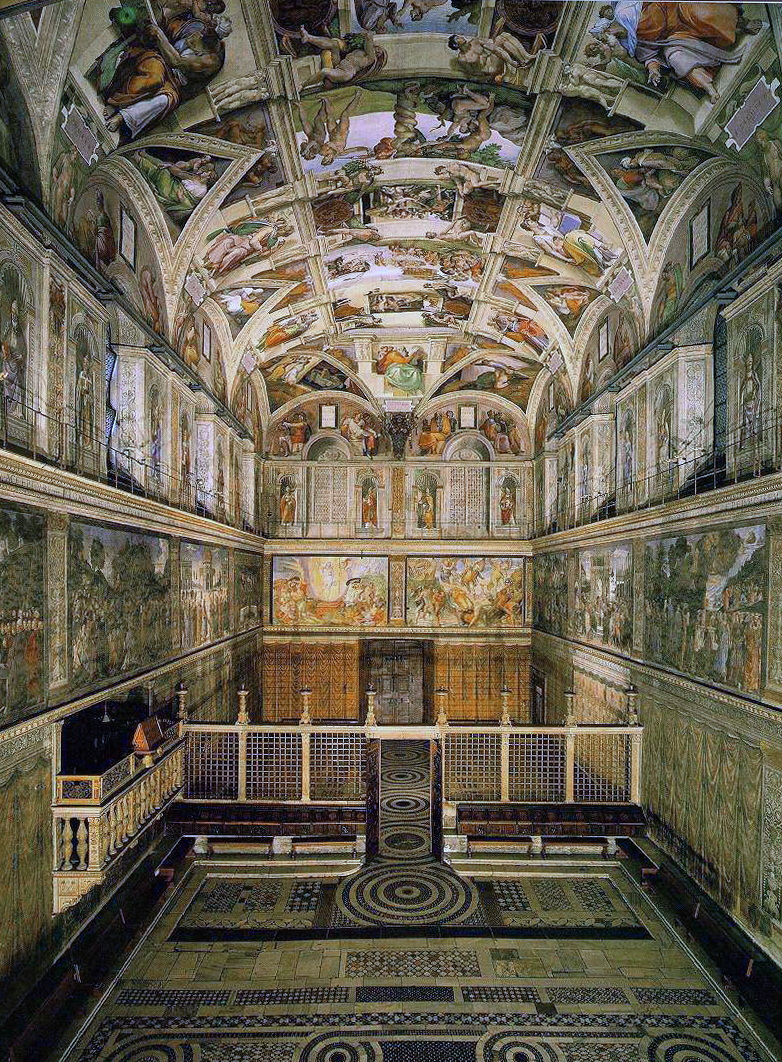
A Sixtus-kápolna belső tere

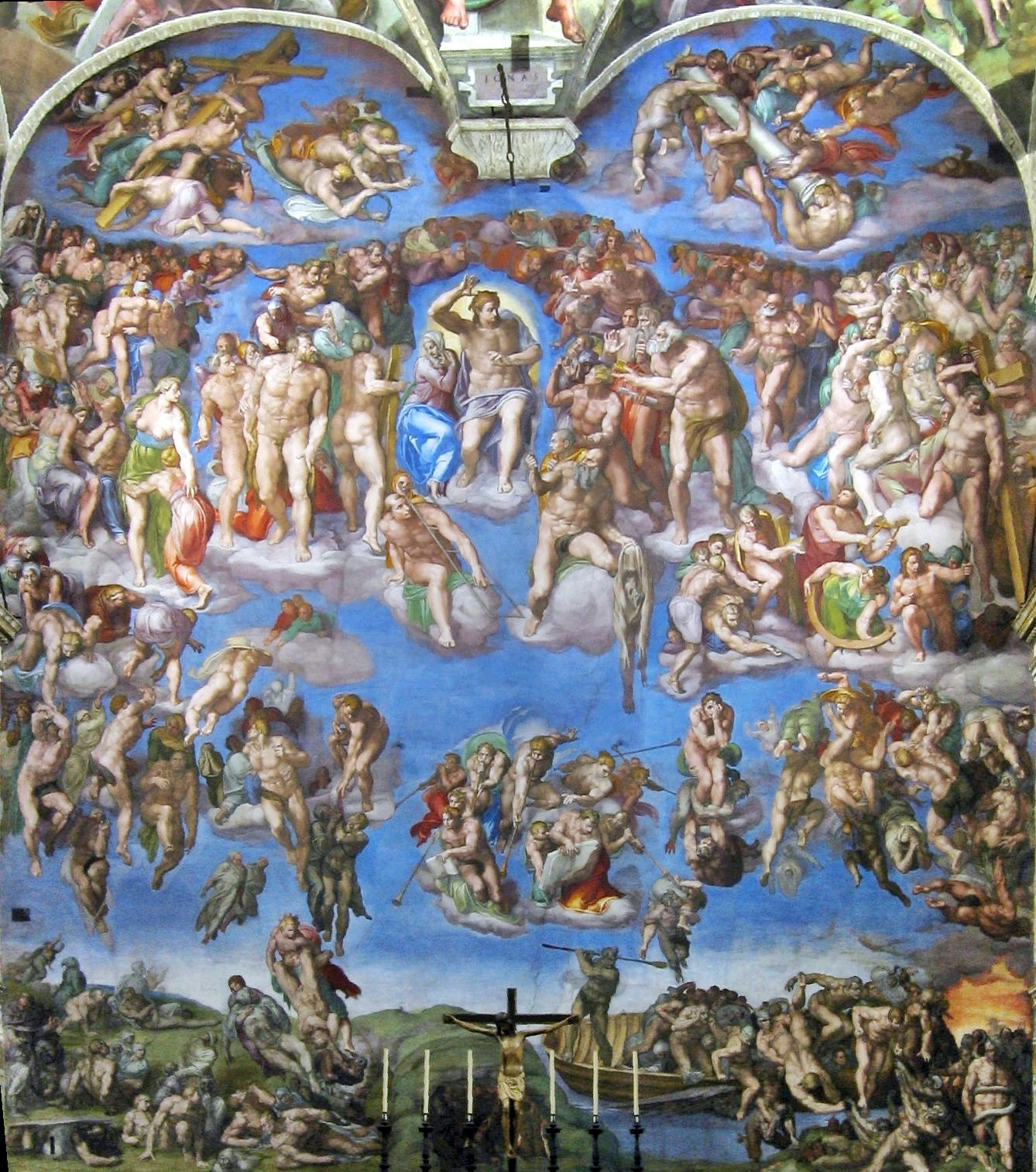
A Sixtus-kápolna oltárfalán Michelangelo Az utolsó ítélet című freskója látható, mely 17 méter magas és 13,5 méter széles

A Sixtus-kápolna (olaszul: Cappella Sistina) a Vatikán egyik leghíresebb épülete. A magyar nyelvben elterjedt, olasz nyelvű nevéből fakadó elnevezése a „Sixtusi kápolna”, neve az építtető IV. Szixtusz pápára utal. Ez a mindenkori pápa magánkápolnája. Elsősorban mennyezetfreskójáról világhírű. A 19. század vége óta a pápaválasztó konklávé helyszíne is az akkori pápaválasztó bíborosi testület kamarásának, Gioacchino Pecci grófnak, a későbbi XIII. Leó pápának a javaslatára.

## Története
Az építkezés 1473-tól 1481-ig tartott Giovannino de'Dolci, mások szerint Baccio Pontelli (De Campos) építőmester irányításával. A kápolna eredeti neve Capella Maior volt. A freskóit Botticelli, Ghirlandaio, Pinturicchio, Perugino, Rosselli, Signorelli és Michelangelo festette.
1503-ban Giuliano della Roverét választották pápává II. Gyula néven, aki síremléke elkészítésével Michelangelót bízta meg, azonban az ellenfelek fondorlatai és a szentszéki hivatalok packázása miatt a mester kedve elment a megbízástól, ezért megszökött Rómából, de később visszatért, és a pápa megbízására megfestette a mennyezetfreskót. (Ezt a munkát egyébként Donato Bramante építész tanácsolta a pápának, mert arra számított, hogy Michelangelo belebukik ebbe a vállalkozásba.)

## Leírása
A kápolna egyszerű, szegényes, ferences rendi épület, egykor kis ablakokkal, lapos dongaboltozattal, nem volt benne építési tagolás. A mennyezet régen kék színű volt, arany csillagokkal. Ma már tagolt, a hevederívek szélén nagyméretű ablakok vannak. A párkányok téglalapokat alkotnak a mennyezeten, ezekben láthatóak a freskó részletei. Az egyszerű, téglalap alakú, boltozatos mennyezetű termet Mino da Fiesole, Giovanni Dalmata és Andrea Bregno márványból készült korlátja osztja ketté.
Az oltárfalon Michelangelo Utolsó ítélet című freskója látható. 1564. január 21-én a trienti zsinat elrendelte, hogy a freskón a meztelen testekre drapériát fessenek. Mivel egy idő elteltével a meztelenség újra láthatóvá vált, a testeket V. Sixtus és VIII. Kelemen ismét lefestették.
A kápolnát a süllyedés és a repedések ellen támpillérek védik.
A belső méretek: a kápolna 40,9 méter hosszú, 13,4 méter széles. A mennyezet magassága 20,7 m.

## A mennyezetfreskó
Michelangelo egyik műve, a világ egyik legismertebb alkotása és 540 m² felületével legnagyobb egybefüggő freskója. Egyedülálló tablója az Ószövetség szereplőinek és eseményeinek. Az itáliai reneszánsz korában, 1508 és 1512 között keletkezett alkotás számtalan elemből áll. Kilenc központi festményen örökíti meg Mózes első könyvének jeleneteit, köztük található a freskó legismertebb részlete, az Ádám teremtése, amelyet számtalanszor feldolgoztak a populáris kultúrában. Ezenkívül hét ószövetségi próféta, öt szibülla arcképe, bibliai jelenetek, Jézus „őseinek” felsorolása, mellékalakok és a maga korában újszerű látszólagos márványdíszítés teszik teljessé ezt a művet.

## Fordítás
- Ez a szócikk részben vagy egészben  a   Sistine Chapel című angol Wikipédia-szócikk ezen változatának fordításán alapul.  Az eredeti cikk szerkesztőit annak laptörténete sorolja fel. Ez a jelzés csupán a megfogalmazás eredetét és a szerzői jogokat jelzi, nem szolgál a cikkben szereplő információk forrásmegjelöléseként.